# مايا ريدان
مايا ريدان هي مذيعة وصحفية لبنانية تتمتع بخبرة تزيد على اثني عشر عامًا في مجال الإعلام والصحافة، حيث عملت في الإذاعة والتلفزيون والصحافة المكتوبة.

## المسيرة المهنية
بدأت مايا ريدان مسيرتها الإعلامية كمذيعة أخبار سياسية ومراسلة في محطة صوت الشعب الإذاعية في لبنان، وذلك بالتزامن مع دراستها الجامعية. لاحقًا، انتقلت للعمل في قناة دبي الاقتصادية كمراسلة للمحطة من بيروت. كما عملت في الصحافة المكتوبة كمحررة اقتصادية في مجموعة الاقتصاد والأعمال، إحدى المؤسسات الإعلامية الاقتصادية الرائدة في الوطن العربي.
في عام 2012، انضمت إلى سكاي نيوز عربية حيث عملت مقدمة أخبار اقتصادية حتى عام 2018. وتُعدّ وتُقدّم حاليًا البرنامج الرئيسي "الرواد"، الذي يستضيف كبار الشخصيات الاقتصادية في العالم العربي، ويُناقش معهم بداياتهم المهنية، والقطاعات التي يسهمون فيها، كما يُسلط الضوء على أبرز محطات حياتهم الشخصية والمهنية.

## البرامج والأنشطة الإعلامية
على مدى ثلاث سنوات، قدمت مايا ريدان برنامجًا مخصصًا لريادة الأعمال وأصحاب المشاريع الناشئة، حيث استعرضت الابتكارات الجديدة، وسلطت الضوء على التحديات التي يواجهها رواد الأعمال، وناقشت الحلول مع المختصين في المجال.
إلى جانب عملها الإعلامي، تُشارك في إدارة الندوات والحوارات النقاشية في منتديات اقتصادية عالمية وإقليمية، منها:
- المنتدى الاقتصادي العالمي في دافوس.
- اجتماعات صندوق النقد والبنك الدوليين في واشنطن.
- مؤتمر دعم وتنمية الاقتصاد المصري، حيث أدارت الجلسة الرئيسية حول مشروع توسعة قناة السويس، بحضور الرئيس المصري عبد الفتاح السيسي وكبار الشخصيات العربية.

## الجوائز
حائزة على الجائزة الأولى من برنامج الأمم المتحدة الإنمائي عام 2000 عن فئة الاذاعات.